# Autoerica piceorufa
Autoerica piceorufa är en skalbaggsart som beskrevs av Leon Fairmaire 1888. Autoerica piceorufa ingår i släktet Autoerica och familjen Melolonthidae. Inga underarter finns listade.